# Zomicarpella
Zomicarpella é um género botânico pertencente à família Araceae.